# Patricia Spearman
Patricia Spearman (* 1955 in Indianapolis, Indiana) ist eine US-amerikanische anglikanische Pastorin, Politikerin der Demokratischen Partei und Soldatin der United States Army.

## Leben
Spearman studierte an der Norfolk State University und am Episcopal Theological Seminary of the Southwest anglikanische Theologie. Sie war über 29 Jahre von 1977 bis 2007 im Dienst der United States Army. Spearman bekleidete am Ende ihrer beruflichen Karriere den Rang eines Obersts. 
Im November 2012 wurde Spearman zur Nachfolgerin von John Jay Lee im Senat von Nevada gewählt. 2016 und 2020 wurde sie erneut gewählt. Sie lebt in Las Vegas.